# 田中敏宏
田中 敏宏（たなか としひろ、1957年4月22日 - ）は、日本の材料工学者。国立大学法人大阪大学理事・副学長。元株式会社中山製鋼所取締役。

## 人物・経歴
1980年大阪大学工学部冶金工学科卒業。1985年同大学院工学研究科冶金工学専攻後期課程修了、工学博士、同工学部助手。1989年から1年間フンボルト財団研究員としてアーヘン工科大学理論冶金研究所に留学。1995年大阪大学工学部助教授。1998年大阪大学大学院工学研究科マテリアル生産科学専攻助教授（大学院重点化）。2002年大阪大学大学院工学研究科マテリアル生産科学専攻教授。2014年大阪大学科学機器リノベーション・工作支援センター長。2015年大阪大学大学院工学研究科長・工学部長。2016年大阪大学総長参与。2018年株式会社中山製鋼所社外取締役。2019年国立大学法人大阪大学理事・副学長。

## 受賞
本多記念会本多記念研究奨励賞、日本金属学会論文賞、日本鉄鋼協会学術功績賞等。